# Lam (Figuil)
Pour les articles homonymes, voir Lam.
Lam est un village du Cameroun situé dans le département de Mayo Louti et la Région du Nord. Le village fait partie de l'arrondissement de Figuil. Le village possède une aire de jeux pour les enfants, un grand marché hebdomadaire où s'échange les produits de l'agriculture, de l'élevage et de l'artisanat et est équipé de deux centres de santé intégré.  